# Hochtemperaturwärmespeicher
Hochtemperaturspeicher, genauer Hochtemperaturwärmespeicher, sind eine Untergruppe der Wärmespeicher und werden in der Literatur als HTS (High Temperature Storage/Hoch-Temperatur-Speicher) oder HTES (High Temperature Energy Storage/Hochtemperaturwärmespeicher) bezeichnet.

## Materialklassen
Phasenwechselmaterialien, auch Latentspeichermaterialien genannt, finden hier ebenso Anwendung wie Sensible Speichermaterialien. Klassisch werden Speichersalze als PCM und Feststoffe (Beton, Speichergranulate, Aluminiumoxid, Schotter, Kies, …) als Sensible Speichermaterialien eingesetzt.

### Phasenwechselmaterialien (PCM, Phase Changing Materials)
Die wichtigste Gruppe der Speichersalze sind Salzhydrate. Für den Hochtemperaturbereich werden nur wasserfreie Salze bzw. deren Mischungen eingesetzt. Bis ca. 600 °C (maximale Einsatztemperatur) wird großtechnisch vor allem eine Mischung aus Kaliumnitrat und Natriumnitrat verwendet. Diese Mischung hat einen Schmelzpunkt von 290 °C und kann 170MJ/t an thermischer Energie aufnehmen. Carbonatsalze arbeiten zwischen 450 °C und 850 °C und sind somit die Gruppe der Salze mit den höchsten Einsatztemperaturen.

### Sensible Speichermaterialien
Sensible Speichermaterialien haben zwar eine niedrigere Wärmekapazität, unterliegen aber nicht den Beschränkungen der Salzspeicher. Sensible Speichermaterialien lassen sich theoretisch bereits ab Raumtemperatur einsetzen. Die maximale Anwendungstemperatur ist wiederum materialabhängig. Metalle wie Stahl oder Gusseisen lassen sich bis ca. 800 °C nutzen, Mineralien wie Magnesiumgesteine bis 1.200 °C, und künstlich hergestellte Materialien sogar bis über 1.300 °C.
Aufgrund der unterschiedlichen Charakteristiken der PCM- und Sensiblen Speichermaterialien werden oft auch die Anwendungen entsprechend eingegrenzt.

## Vor- und Nachteile der Speichermaterialien

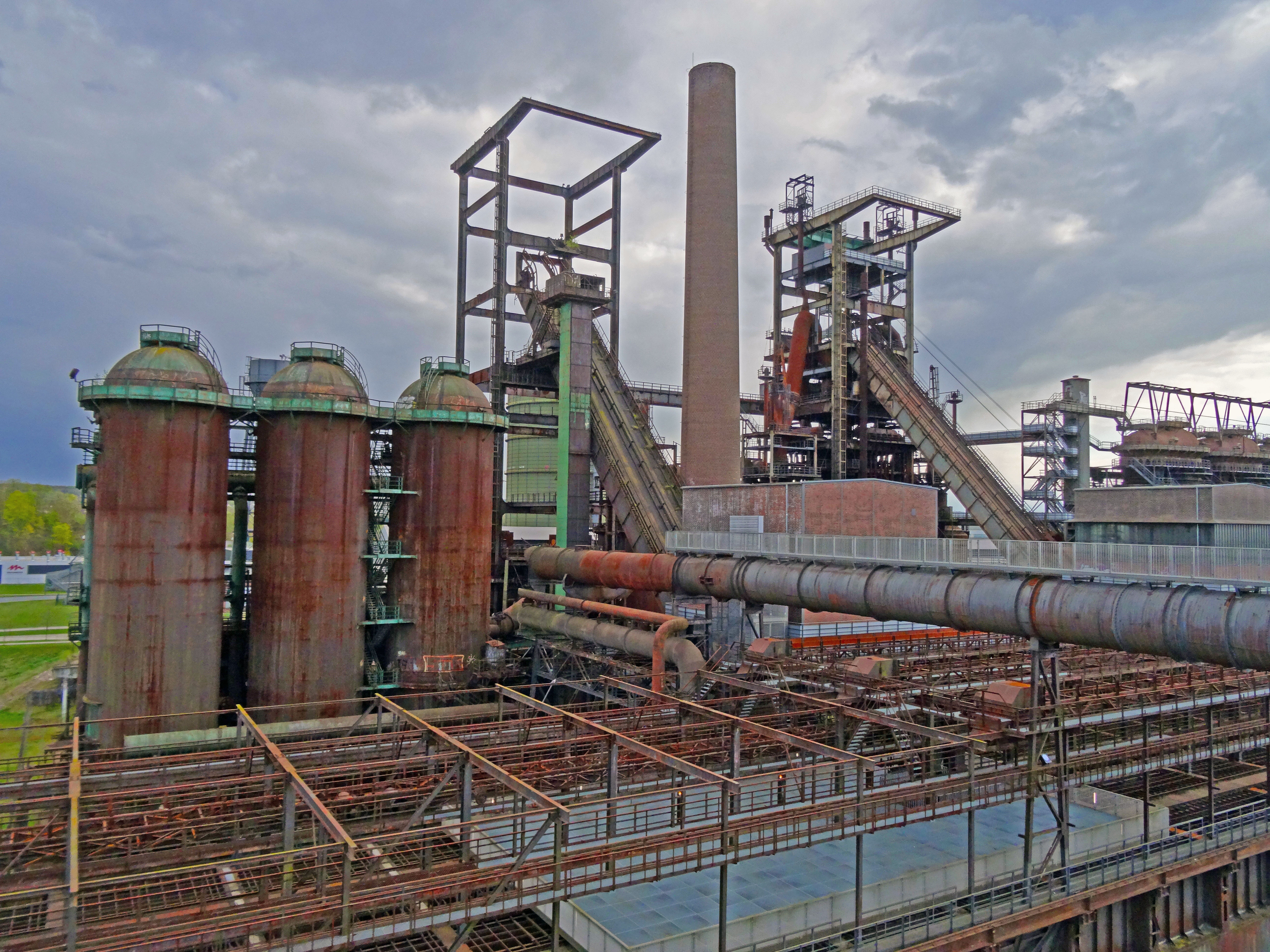
Stahlwerk Phönix-West, mit 3 Cowpern

|           | Parameter            | Salzspeicher | sensible Speicher                                                                    |
| --------- | -------------------- | --- | ------------------------------------------------------------------------------------ |
| Vorteile  | Anwendungstemperatur | | Breiter Temperaturbereich in der Anwendung (bis > 1.300 °C)                          |
|           | Speicherdichte       | Hohe Speicherdichte in einem definierten Temperaturbereich                                                        |                                                                                      |
|           | Materialkosten       | gering | gering                                                                               |
|           | Verfügbarkeit        | hoch | hoch                                                                                 |
|           | Wärmeträger          | Speichermaterial kann gleichzeitig als Wärmeträgermedium genutzt werden                                           | Viele Wärmeträger (Salze, Öl, Dampf, Gase) möglich                                   |
|           | Bauform              | Ein- oder Zweitanksysteme                                                                                         | kompakt und einfach                                                                  |
|           | spezifisches Invest  | 50–150 €/kWh | 20–30 €/kWh                                                                          |
|           | Exergieniveau        | | hoch                                                                                 |
| Nachteile |                      | Enger Temperaturbereich, beispielsweise 270 °C – 550 °C für Nitratsalze                                           | Im mit Salzen vergleichbaren Temperaturbereich ca. 30 % niedrigere Speicherkapazität |
|           |                      | Einfrieren der Anlage                                                                                             |                                                                                      |
|           |                      | Eingesetzte Salze können sich thermisch zersetzen                                                                 |                                                                                      |
|           |                      | Investitionskosten für die komplette Anlage                                                                       |                                                                                      |
|           |                      | Viele Salze wirken korrosiv auf Behältermaterialien, die entsprechend hochwertig sein müssen und damit teuer sind |                                                                                      |

## Anwendung

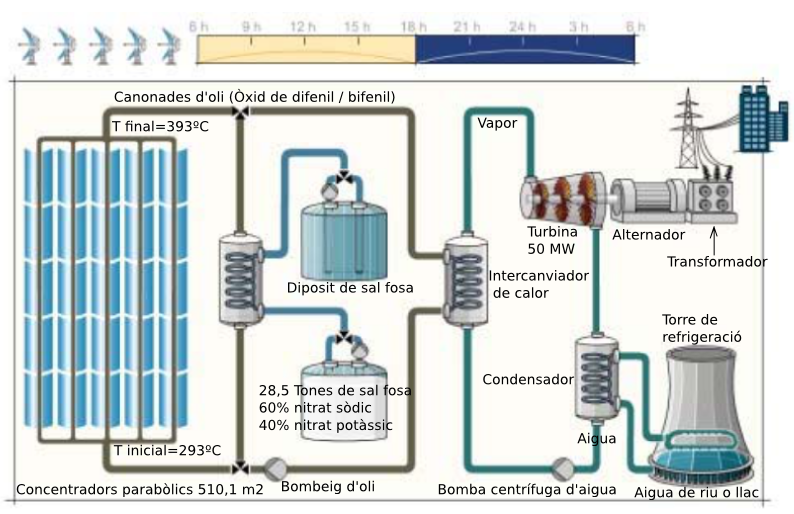
Funktionsschema „Andasol“, Salzspeicher integriert.

- CSP, solarthermische Kraftwerke[10]: Hier werden i.d.R Salzspeicher eingesetzt. Eines der ersten CSP-Kraftwerke, welches einen solchen Speicher fährt, wird in Spanien betrieben: Andasol
- Stahlindustrie: In sogenannten „Cowpertürmen“[11] werden Gichtgase verbrannt. Dabei erhitzen sie die im Turm eingebauten Steine. Wird der Hochofen erneut angefahren, wird kalte Luft durch die Cowper geblasen und das gesamte Brennsystem auf 800–900 °C vorgewärmt.
- Regeneratoren als Hochtemperaturspeicher[12]
- Mobile Hochtemperaturspeicher[13]
- Netzstabilisierung und Sektorenkopplung: als Teil sog. dezentrale Speichersysteme (Carnot-Batterien) z. B. in Quartierslösungen[14][15]. Dabei wird Überschussstrom aufgenommen, in Wärme gespeichert und in Bedarfszeiten über eine Rückverstromung wieder ins Stromnetz gespeist.